# Tommy Joe Ratliff
Thomas Joseph Ratliff (Burbank, California, Estados Unidos, 18 de octubre de 1981) más conocido por su nombre artístico Tommy Joe Ratliff, es un guitarrista, modelo y compositor estadounidense.
Es el guitarrista principal de la banda de Adam Lambert. Tocó el bajo para Adam durante todo el Glam Nation (2010 - 2011) y para We Are Glamily (2012 - 2014). Él es originalmente un guitarrista, pero estaba dispuesto a aprender las partes en el bajo con el fin de formar parte de esta banda. Durante su tiempo de descanso compuso 3 temas Mouthlike, Silence or Screams y Fear & Loathing in Los Angeles, ambos disponibles en SoundCloud, además de ser recurrente guitarrista en la banda de rock September Mourning como bajista y bajo el seudónimo Shadou, así llamado también por sus fanes.

## Primeros años y educación
Tommy Joe Ratliff nació en Burbank, California, donde se crio con sus padres, Dia y Ron Ratliff. Él comenzó a asistir a la escuela pública en séptimo grado, y se graduó en Burbank High School en 2000. Él quería ser un guitarrista de toda su vida. Ratliff compró su primera guitarra por 20 dólares de un amigo de su tío cuando tenía 12 años, y es sobre todo autodidacta. Se considera que es principalmente un guitarrista de blues, y sus influencias son Buddy Guy, Johnny Winter, RL Burnside, y Stevie Ray Vaughan. También es un gran fan de Kurt Cobain, y algunas de las primeras canciones que aprendió a tocar en la guitarra eran canciones de Nirvana.

## Carrera

### Primeros años de su carrera
Tommy Ratliff ha estado en varias bandas en su vida. Antes de que él comenzase a tocar para Adam Lambert, estuvo en Clown X, Sad Story, The TV Babies, Turn of the Screw, Eat the Crow, and Exit Music, las cuales se inclinaban en el género de heavy metal, todas ellas comenzaron en la zona de Burbank y Los Ángeles. Fue así integrante de "Turn Of The Screw" en 2002 ya que estaba en sustitución de su guitarrista original. Las influencias de la banda iban desde Alice In Chains y Incubus a Meshuggah y Blindside, una descripción de la banda desde la web oficial dice: "A pesar de que su música se suele arraigado en un género de metal, Turn of the Screw acabó en otras áreas de la música que son de fácil acceso para alguien que no es un oyente de metal ávido." por lo cual ellos crearon un documental en línea titulado Turn of the Screw: A Documentary, que muestra el viaje de la banda, y una idea de como era la banda, y también muestra el sentido del humor y el talento de Tommy.

### Adam Lambert
Tommy audicionó para ser el nuevo guitarrista del finalista de American Idol, Adam Lambert en el 2009, Adam dice que Tommy es grande porque a pesar de que es heterosexual, tiene la mente abierta, es diferente y no tiene miedo de mostrar a su lado femenino. Tommy ama maquillarse (usa productos MAC), conseguir su pelo hecho y trajes, tanto como lo hace Adam. Comparten la estética Glam Rock.

### AMA'S 2009
La noche del 22 de noviembre de 2009 se llevó a cabo la entrega anual de premios en los American Music Awards, aquella noche fue la primera vez que Tommy tocaba como parte de la banda de Adam, y el primer acto en televisión en vivo de este desde American Idol, lo que nadie esperaba fue el beso que hubo de ellos durante la presentación de la canción For Your Entertainment, aquel beso que dio la vuelta al mundo, cancelando la presentación del día siguiente en Good Morning America, exactamente el día del lanzamiento del reciente álbum titulado igual que la canción presentada.
- Datos: Q15701266
- Multimedia: TommyJoe Ratliff / Q15701266